# Iqaddar
Iqaddar (franska: Iqaddar (CR), Iqaddar (Commune Rurale), arabiska: أيت نعمان) är en kommun i Marocko.   Den ligger i provinsen El Hajeb och regionen Fès-Meknès, i den nordöstra delen av landet, 140 km öster om huvudstaden Rabat. Antalet invånare är 10 397.